# Molise Montepulciano riserva
Il Molise Montepulciano riserva era un vino DOC la cui produzione è stata consentita nelle province di Campobasso e Isernia dal 1998 al 2000.
La denominazione fu annullata, insieme a quella del Molise Montepulciano, a seguito di un ricorso sull'uso del nome "Montepulciano" depositato dalla Regione Toscana, dalla Provincia di Siena e dal Consorzio del Vino Nobile di Montepulciano.

## Caratteristiche organolettiche
- colore: rosso rubino più o meno intenso, tendente al granato
- odore: vinoso, intenso, etereo, pieno caratteristico
- sapore: ampio, caldo, armonico, morbido, a volte leggermente tannico

## Produzione
Provincia, stagione, volume in ettolitri
- nessun dato disponibile